# Михайловка (Мамлютский район)
Михайловка (каз. Михайловка) — село в Мамлютском районе Северо-Казахстанской области Казахстана. Входит в состав Дубровинского сельского округа. Код КАТО — 595237200.

## География
Находится в 50-ти километрах от районного центра. Расположено около озёр Михайловка и Малый Чирок. В 1,5 км к северу от села находится озеро Большой Чирок.

## Население
В 1999 году население села составляло 830 человек (395 мужчин и 435 женщин). По данным переписи 2009 года, в селе проживало 615 человек (304 мужчины и 311 женщин).